# امیربهمن باقری
امیربهمن باقری (زادهٔ ۱۳۰۹ – درگذشتهٔ ۱۳۸۹) سرلشکر خلبان اف-۴ فانتوم ۲ نیروی هوایی شاهنشاهی و ارتش جمهوری اسلامی ایران و عضو تیم تاج طلایی بود. او دومین فرمانده نیروی هوایی ارتش جمهوری اسلامی (از ۲۸ مرداد ۱۳۵۸ تا ۱۳ تیر ۱۳۵۹) بود و هم‌چنین به مدت دو ماه (از ۱۹ تیر ۱۳۵۹ تا ۱۹ شهریور ۱۳۵۹) ریاست سازمان هواپیمایی کشوری ایران را به عهده داشت. باقری مشاور رئیس‌جمهور در امور هوایی نیز بود.

## واقعهٔ طبس و استعفا
باقری در هنگام وقوع عملیات طبس در اردیبهشت ۱۳۵۹، فرماندهی نیروی هوایی ارتش را برعهده داشت.
روزنامه کیهان در همین زمینه با درج گزارشی از گفت‌وگوی خبرنگار خود با فرمانده نیروی هوایی ارتش جمهوری اسلامی نوشت: «سرلشکر امیر بهمن باقری فرمانده نیروی هوایی، گفت چگونگی حمله نظامی آمریکا به ایران و دخالت عناصر ایرانی در طرح نظامی آمریکا باید مورد بررسی و شناسایی دقیق قرار گیرد و سازمان‌های اطلاعاتی و پاسداران و مردم هرگونه اطلاعی را باید در اختیار دولت قرار دهند و رفت وآمدهای مشکوک را باید شناسایی و معرفی کنند. وی همچنین گفت عوامل ضدانقلاب در حمله نظامی آمریکا به ایران دخالت داشته‌اند.»
تیمسار باقری در این گفت‌وگو ضمن اشاره به طرح‌های حفاظتی نیروی هوایی و هواپیمایی کشوری اعلام کرد: «براساس یک طرح بنیادی در حفاظت کلیه فرودگاه‌های نظامی و غیرنظامی تجدیدنظر شده‌است. تیمسار باقری بار دیگر به انهدام هلیکوپترهای آمریکایی اشاره کرد و متذکر شد بمبارانی صورت نگرفته‌است، اما ازطرف ستاد مشترک ارتش جمهوری اسلامی ایران دستور داده شده بود که به هلیکوپترهای آمریکایی آسیب رسانده شود تاجایی که قادر به پرواز نباشند، اما متأسفانه در تیراندازی پرسنل نیروی هوایی و دراثر اصابت گلوله به قسمت‌های حساس هلیکوپترها نظیر باک بنزین و موتور ۲ فروند از هلیکوپترها دچار آتش‌سوزی می‌شوند و درنتیجه از بین می‌روند و در این جریان، ۲ فروند از هلیکوپترهای دیگر چند سوراخ برمی‌دارند و یک فروند دیگر از هلیکوپترها سالم است و قابلیت پرواز دارد.» تیمسار باقری در پاسخ این سؤال که رئیس‌جمهور و خبرگزاری‌ها این مطلب را تکذیب نکرده‌اند که احتمالاً عوامل ایرانی در طرح حمله نظامی آمریکا دست داشته‌اند، گفت «من مطلب آقای رئیس‌جمهور را نفی نمی‌کنم، اما حضور این عوامل را از داخل ارتش نمی‌بینم و به تمام پرسنل ارتش ایران ایمان کامل دارم.» تیمسار باقری دربارهٔ شهادت فرمانده سپاه پاسداران یزد و این‌که وی به اسناد و مدارک طرح نظامی آمریکا دست پیدا کرده بود خاطر نشان کرد «مطلب را تأیید نمی‌کنم، مسلماً اگر چنین اتفاقی افتاده باشد باید به اتفاق بیشتر نسبت داد.»

## اتهامات، دستگیری و زندان
او بعد از ماجرای طبس و افزایش سوءظن به فرماندهان نیروهای هوایی و ستاد ارتش، در ۱۳ خرداد ۱۳۵۹ از سمت خود استعفا می‌کند. ابوالحسن بنی‌صدر، رئیس‌جمهور وقت، در همان ماه وی را به سرپرستی سازمان هواپیمایی کشوری منصوب می‌کند. باقری به‌فاصلهٔ کوتاهی پس از استعفا از فرماندهی نیروی هوایی، بر سر کودتای ناکام ۱۸ خرداد ۱۳۵۹ (موسوم به کودتای نوژه) به دردسر می‌افتد. به دنبال خنثی‌شدن کودتای نوژه، که به برکناری صدها و اعدام ده‌ها نفر از افسران و درجه‌داران نیروهای هوایی و زمینی در آستانه جنگ ایران و عراق می‌انجامد، باقری هم در معرض اتهام دست داشتن در کودتا قرار می‌گیرد. هرچند نه تنها رئیس‌جمهور وقت، که حتی محمد محمدی ری‌شهری، رئیس وقت دادگاه انقلاب ارتش و مصطفی چمران، وزیر دفاع وقت، هم این اتهام را رد می‌کنند.
نهایتاً سپاه پاسداران او را در ۲۱ شهریور ۱۳۵۹، در حالی‌که به‌عنوان رئیس سازمان هواپیمایی کشوری عازم شرکت در یک کنفرانس بین‌المللی ایران بود، دستگیر می‌کند. پس از آن، تا زمان درگذشتش در ۱۳۸۹، جز اتهامات مرتبط با ماجراهای طبس و نوژه مطلب دیگری در مورد او در رسانه‌های ایران منتشر نمی‌شود.
تیمسار شاپور آذربرزین در کتاب خاطرات خود ماجرای طبس و انهدام هلی‌کوپترهای آمریکایی و همین‌طور نقش باقری را به نقل از خود او مطرح می‌کند:

«فرمانده نیروی هوایی در آن زمان روان‌شاد سرلشکر بهمن باقری بود وی از دوستان و همکاران بسیار نزدیک من بود او را از دانشجویی می‌شناختم. افسری باهوش، جدی و مطلع بود برای من قابل قبول نبود که او دستور نابود کردن هلی‌کوپترها را داده زیرا او به خوبی علائم و قراردادهای بین‌المللی را می‌شناخت و می‌دانست برای جلوگیری از فرار هلی‌کوپترها چه باید بکند با او نتوانستم تماسی برقرار کنم مدتی در زندان بود بعد هم آزاد شد از او خبری نداشتم باقری بعد از انهدام هلی‌کوپترها به جرم جاسوسی برای آمریکا به زندان افتاد بعد از مدتی طولانی از زندان آزاد شد. بینایی چشم خود را از دست داده بود و خیال داشت برای معالجه چشم و سایر عوارض ناشی از زندان طولانی سفری به خارج بکند. روزی به من تلفن کرد جویای حالش شدم گفت سخت مریض است گفتم کجایی گفت در آمریکا ایالت کالیفرنیا شهر ساکرامنتو گفتم چقدر در آمریکا خواهی بود گفت کوتاه، قرار است برای معالجه نزد برادرم که آلمان است بروم و هم‌اکنون منزل دخترم هستم گفتم فردا به دیدنت خواهم آمد. ساعت ۵[صبح] روز بعد ۴۰۰ مایل فاصله را راندم خودرا به او رساندم با هم شام خوردیم از ساعت ۹ شب تا ۵ صبح با هم صحبت کردیم دربارهٔ طبس از او پرسیدم گفتم چه شد چه کسی دستور بمباران هلی‌کوپترها را داد داستان چیست شروع به صحبت کرد.
گفت ساعت ۵ صبح بعد از روز سانحه فرزندم که در فرانسه مقیم است در تلفن از من پرسید جریان طبس چیست؟ گفتم اطلاعی ندارم گفت تلویزیون‌های فرانسه مشغول پخش اخبار دربارهٔ فاجعه فرودگاه طبس هستند. هشت آمریکایی جان خود را از دست دادند گفتم بعداً با تو صحبت خواهم کرد با تلفن با مرکز فرماندهی نیروی هوایی تماس گرفتم گفتند اطلاعی به ما نرسیده بعد به بنی‌صدر رئیس‌جمهور تلفن کردم گفتم چنین مطلبی را شنیده‌ام گفت شما کارهای خود را بکنید من هم در مراجعت از اصفهان از خلبان خواستم از روی طبس عبور کند تا صحنهٔ حادثه را ببینم من در آن‌موقع در مرخصی بودم از بحر خزر تا[مرکز] عملیات نیروی هوایی راه زیادی بود. به‌هرحال دستوردادم یک هواپیمای شناسایی سریعاً به طبس پرواز کرده مشاهدات خود را گزارش دهد هواپیمای شناسایی گزارش داد در روی زمین ۵ هلی‌کوپتر سیکورسکی با خانه علائم سوختگی یک هواپیمای چهار موتوره و یک هلی‌کوپتر به چشم می‌خورد به ستاد نیروی هوایی دستور دادم دو فروند هواپیمای اف-۴ در حالت گشت‌زنی مسلح در بالای فرودگاه طبس باشند تا در صورتی که افرادی قصد پرواز دادن هلی‌کوپترها را داشتند از آن جلوگیری نمایند و خود روانهٔ تهران شدم.
اتوبوس حامل مسافرین که توسط نفرات مسلح توقیف شده بود، پس از فرار آمریکایی‌ها به یزد می‌رسد جریان را به سپاه پاسداران اطلاع می‌دهد. فرمانده سپاه پاسداران بدون این‌که مسئله را با نیروی هوایی، وزارت جنگ و مقامات مسئول در تهران هماهنگ نماید خودسرانه با تعدادی پاسدار روانهٔ طبس می‌شود. به مجرد رسیدن به فرودگاه طبس شروع به بازدید هلی‌کوپترها می‌نمایند متوجه می‌شوند تعدادی پول ایرانی، دلار آمریکا، پوتین، گرم‌کن و تعدادی تجهیزات انفرادی در هلی‌کوپترها می‌باشد. شروع به چپاول می‌کنند و دست آن‌ها به COLLECTIVE می‌خورد. قفل ملخ‌ها آزاد می‌شود. "توضیح این‌که COLLEETIRE فرمانی است شبیه ترمز ماشین‌های سواری در بین دو خلبان که خلبان پس از روشن کردن هلی‌کوپترها با بالا آوردن آن زاویه ملخ را عوض می‌کند و هلی‌کوپتر از زمین بلند می‌شود و در موقع خاموش کردن نیز پس از این‌که هلی‌کوپتر را خاموش می‌کند دسته را تا آخر به بالا می‌کشد و ملخ‌ها را قفل می‌کند تا در اثر باد به گردش درنیایند." پاسداران در همهٔ هلی‌کوپترها این کار را کردند و قفل فرامین آزاد شد خلبانان اف-۴ متوجه می‌شوند ترددهایی بین هلی‌کوپترها انجام می‌گیرد و ملخ‌های هلی‌کوپتر شروع به گردش کردن نموده‌است؛ مراتب را به مرکز فرماندهی نیروی هوایی گزارش می‌دهند؛ مرکز فرماندهی نمی‌توانند با من که در راه بودم تماس برقرار کنند مراتب را به ستاد ارتش گزارش می‌دهند؛ آن‌ها با رئیس‌جمهور بنی‌صدر تماس می‌گیرند و احیاناً جمله‌ای هم اضافه کرده‌اند که هلی‌کوپترها در حال فرار هستند؛ رئیس‌جمهور به جای این‌که دستور بدهد برابر روش جاری عمل شود، می‌گوید آن‌ها را بزنید. مراتب به خلبانان ابلاغ می‌شود؛ هواپیمای لیدر در عبور اول دو فروند از هلی‌کوپترها را به آتش می‌کشد و نفر دوم هنگامی که هلی‌کوپتر سوم را منهدم می‌نماید به لیدر دسته اطلاع می‌دهد مثل این‌که این‌ها لباس پاسداران را دارند؛ بعد لیدر دسته در ارتفاع پست از روی هلی‌کوپترها عبور می‌کند و نظر نفر دوم دسته را تأیید می‌کند در این جریان تعدادی از پاسداران و رئیس پاسداران کشته می‌شوند. سرلشکر باقری اظهار داشت پس از رسیدن به تهران از افسر نگهبان مرکز فرماندهی سؤال کردم با چه مجوزی هلی‌کوپترها را به آتش کشیدید پاسخ داد به امر رئیس‌جمهور. سؤال کردم روش جاری چیست؟ پاسخی نداد.
به فاصلهٔ کوتاهی پس از این واقعه آنان که قصد فروپاشی ارتش ایران و به خصوص نیروی هوایی را داشتند مرا به جرم جاسوسی برای آمریکا به زندان انداختند و پس از این‌که مدت طولانی در زندان ماندم بینایی چشم خود را از دست دادم و عوارض دیگری نیز آزارم می‌داد؛ بنابراین تقاضای پاسپورت برای خروج از کشور و معالجهٔ چشم نمودم؛ با زحمت زیاد پاسپورت را گرفتم و الان پهلوی هم نشسته‌ایم…»